# Pussos
Pussos est une freguesia portugaise située dans le District de Leiria.
Avec une superficie de 24,99 km2 et une population de 1 327 habitants (2001), la paroisse possède une densité de 53,1 hab/km2.